# Spitz allemand
Pour les articles homonymes, voir Spitz.
Le spitz allemand est une race de chien originaire d'Allemagne. Le spitz allemand existe en cinq variétés de taille, acceptant chacune diverses couleurs : le spitz nain (la plus petite taille), le spitz petit, moyen, grand et le spitz-loup ou keeshond (la plus grande, qui accepte l'unique couleur gris-loup). L'ensemble des spitz allemands partagent les mêmes caractéristiques physiques : de petites oreilles pointues et dressées, ainsi qu'une queue fièrement dressée « en trompette » au-dessus de leur arrière-train. Le spitz allemand est très attaché à sa famille mais se méfiera des étrangers. 
La variété moyenne était par le passé la plus répandue (de couleur blanche ou noire). De celle-ci des variétés plus petites sont apparues par sélection génétique. Les petites tailles sont les plus connues et très appréciées comme chien de compagnie. La race a ainsi accompagné la haute société et de nombreux personnages célèbres tels que Mozart, Marie-Antoinette, la reine Victoria ou encore Courteline.
Les spitz allemands sont rattachés au 5e groupe (chiens de type Spitz et de type primitif) et, au sein de ce groupe, à la section 4 (Spitz européens).

## Histoire

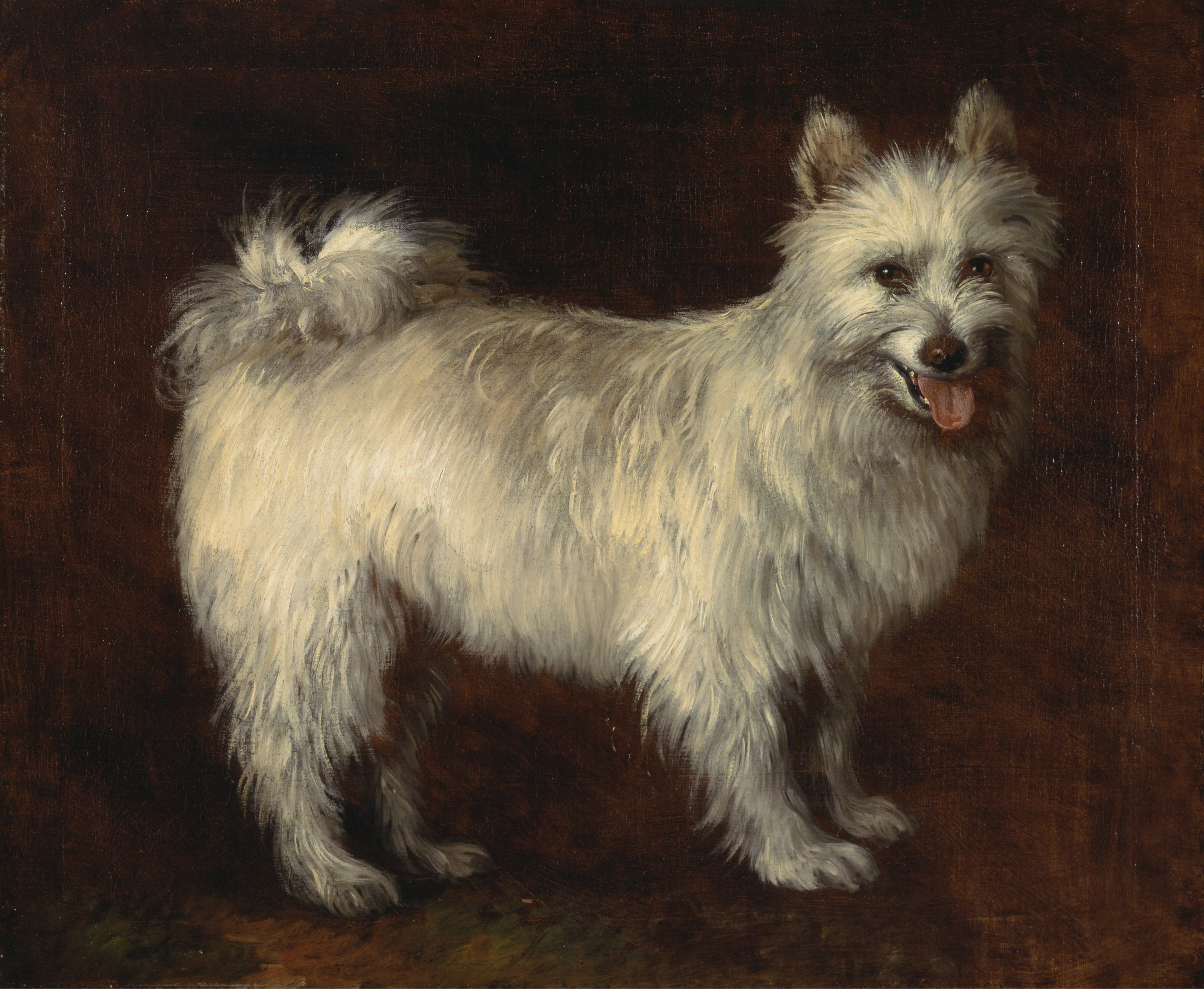
Spitz par Thomas Gainsborough (vers 1765).

Le spitz allemand descend probablement des chiens de tourbières de l’âge de pierre. On trouve des traces dans l’Antiquité et, au Moyen Âge, dans une miniature des Très Riches Heures du duc de Berry. Il est probable que le type d'origine est proche de l'actuel spitz loup. La diversification et la miniaturisation des types se sont en fait accentuées, par la sélection, à partir de l'époque victorienne (deuxième moitié du XIXe siècle).
Le spitz allemand et notamment le spitz nain est un chien de compagnie fort prisé et de nombreuses personnalités en ont possédé : Courteline, Mozart, Michel-Ange, Zola, Catherine II de Russie, Marie-Antoinette ou Joséphine de Beauharnais.
Seuls des spitz blancs et noirs sont connus au début ; le coloris orange est apparu plus tard. Thomas Gainsborough au XVIIIe siècle peint des spitz nains, mais il faut attendre le règne de reine Victoria au début du XIXe siècle pour que le petit spitz, ou loulou de Poméranie comme il est appelé à l'époque, détrône le carlin à la cour britannique.
La popularité du spitz s'accompagne au début du XXe siècle d'un ternissement de son image. Seule la variété spitz nain est connue sous le nom de « loulou de Poméranie » ou « loulou ». À Paris, il est surnommé le « chien de concierge », car toute loge de concierge se devait de posséder son loulou qui l'avertissait de la présence d'un étranger dans l'immeuble. En France, les autres variétés de spitz sont inscrites pour la première fois au livre des origines français (LOF) en 1935 pour le spitz moyen et le petit spitz, en 1937 pour le spitz loup et en 1986 pour le grand-spitz.

## Standard

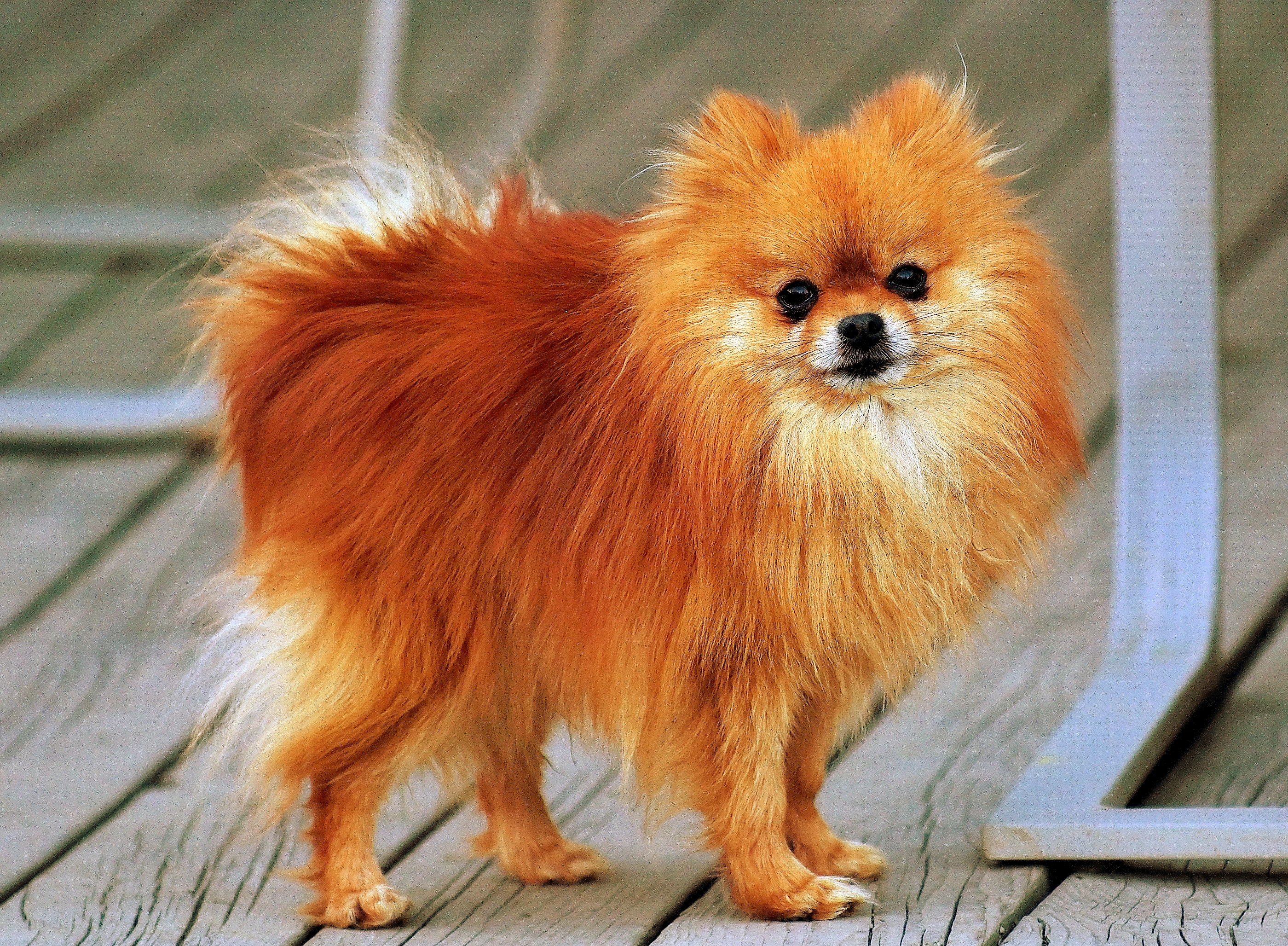
Un spitz nain orange.

Le spitz allemand est un chien de type spitz, dont le standard admet cinq tailles. Tous les spitz allemands ont un corps qui s'inscrit dans un carré, avec une queue attachée haut portée enroulée sur le dos. La tête en forme de coin rappelle celle du renard avec des yeux vifs de taille moyenne et de couleur foncée des petites oreilles triangulaires et bien rapprochées.
Tous les spitz allemands ont un pelage double : en couverture, un poil long, raide et écarté, et en sous-poil une sorte de ouate épaisse et courte. Ce double poil ne couvre pas la tête, les oreilles ni les faces antérieures des membres et les pieds, recouvert d'un poil court et dense ressemblant à du velours. Le spitz allemand possède une collerette imposante, telle une crinière et une queue en panache. Le pelage du spitz n'ondule pas, ne frise pas et n'est jamais hirsute.
Les spitz allemands existent en cinq tailles différentes, admettant des couleurs de la robe différentes :
- Le spitz-loup, parfois appelé keeshond dans les régions non germanophones : la hauteur au garrot est de 49 cm±6 cm. L'unique couleur acceptée est le gris-loup, un gris argenté avec du noir à l'extrémité des poils.
- Le grand spitz : la hauteur au garrot est de 46 cm±4 cm. Les couleurs acceptées sont le noir, le brun et le blanc.
- Le spitz moyen : la hauteur au garrot est de 34 cm±4 cm. Les couleurs acceptées sont le noir, le brun, le blanc, le orange, le gris-loup, le crème, le crème-zibeline, l'orange-zibeline, le noir et feu et le panaché.
- Le petit spitz : la hauteur au garrot est de 26 cm±3 cm. Les couleurs acceptées sont le noir, le brun, le blanc, l'orange, le gris-loup, le crème, le crème-zibeline, l'orange-zibeline, le noir et feu et le panaché.
- Le spitz nain, également appelé loulou de Poméranie ou poméranien : la hauteur au garrot est de 20 cm±2 cm. Les couleurs acceptées sont le noir, le brun, le blanc, l'orange, le gris-loup, le crème, le crème-zibeline, l'orange-zibeline, le noir et feu et le panaché.

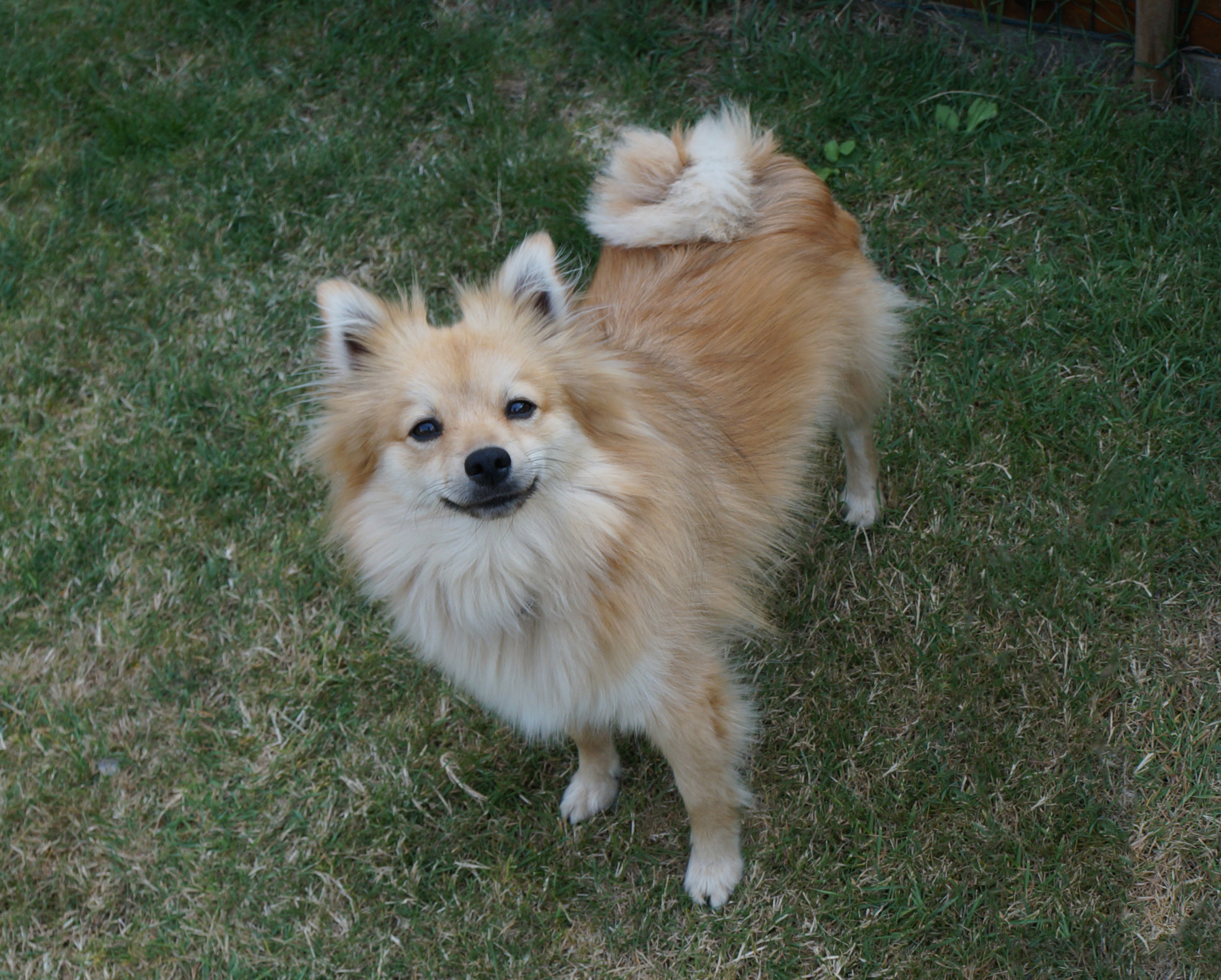
Spitz moyen.
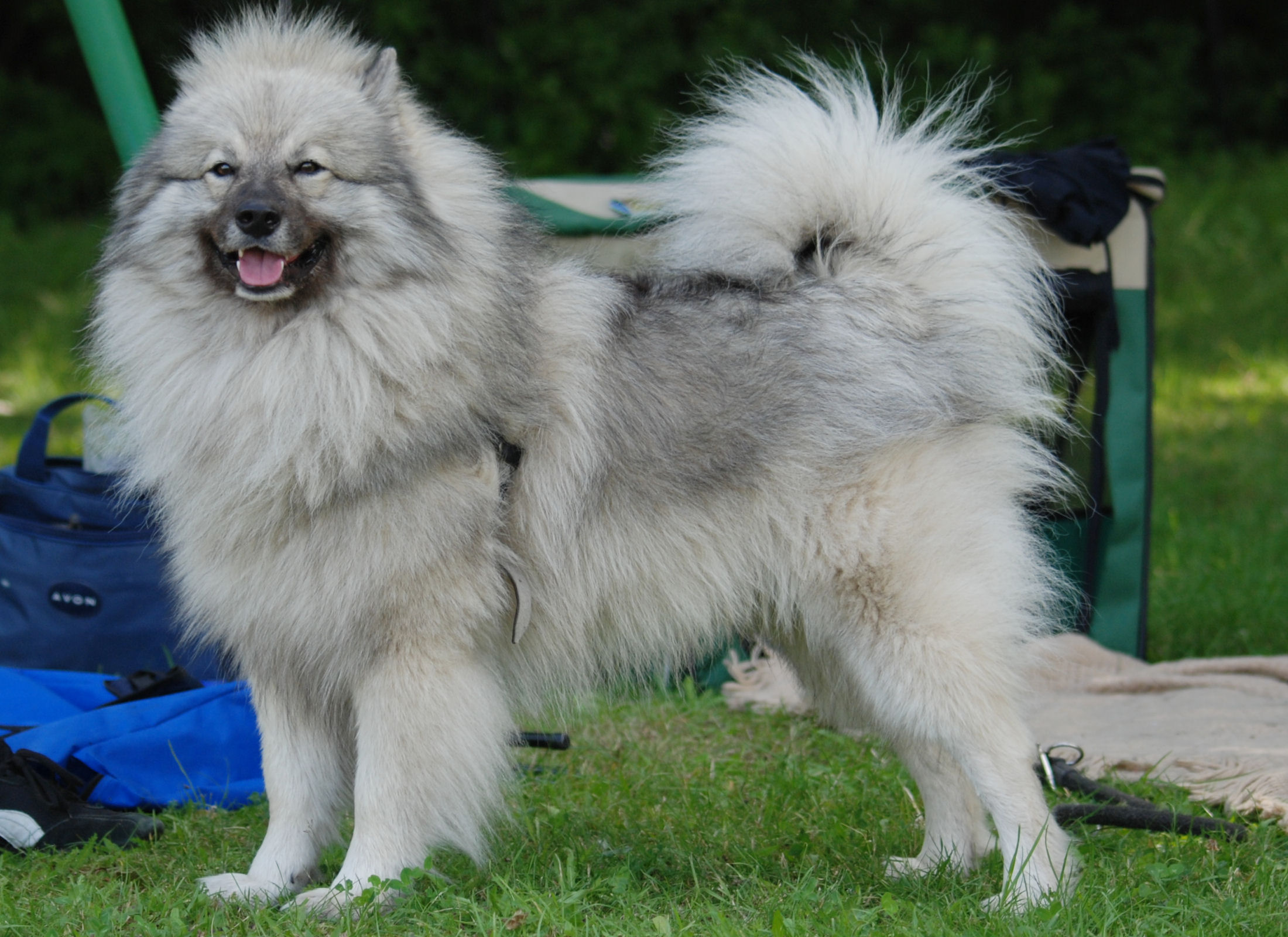
Spitz-loup.
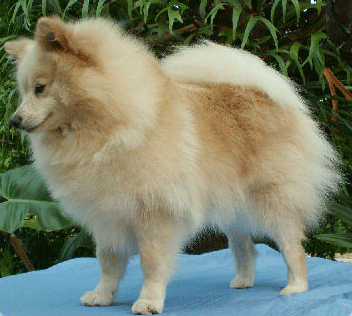
Spitz moyen crème.
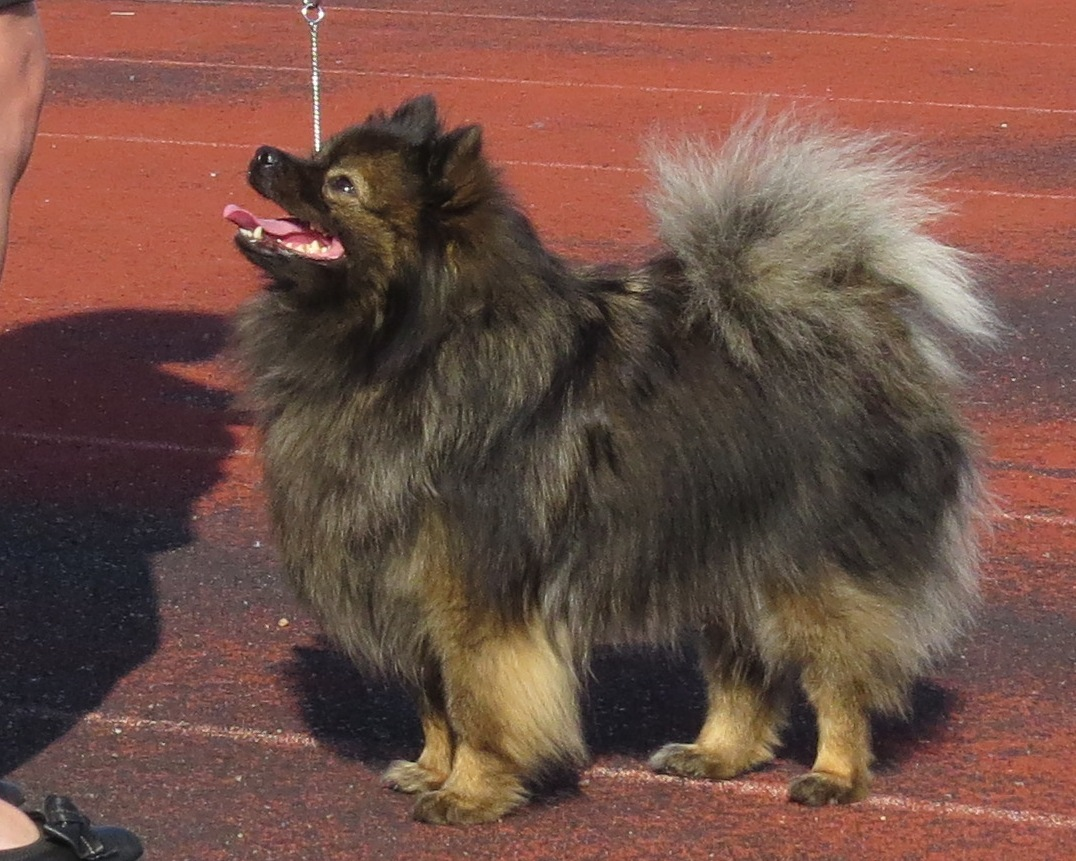
Petit spitz
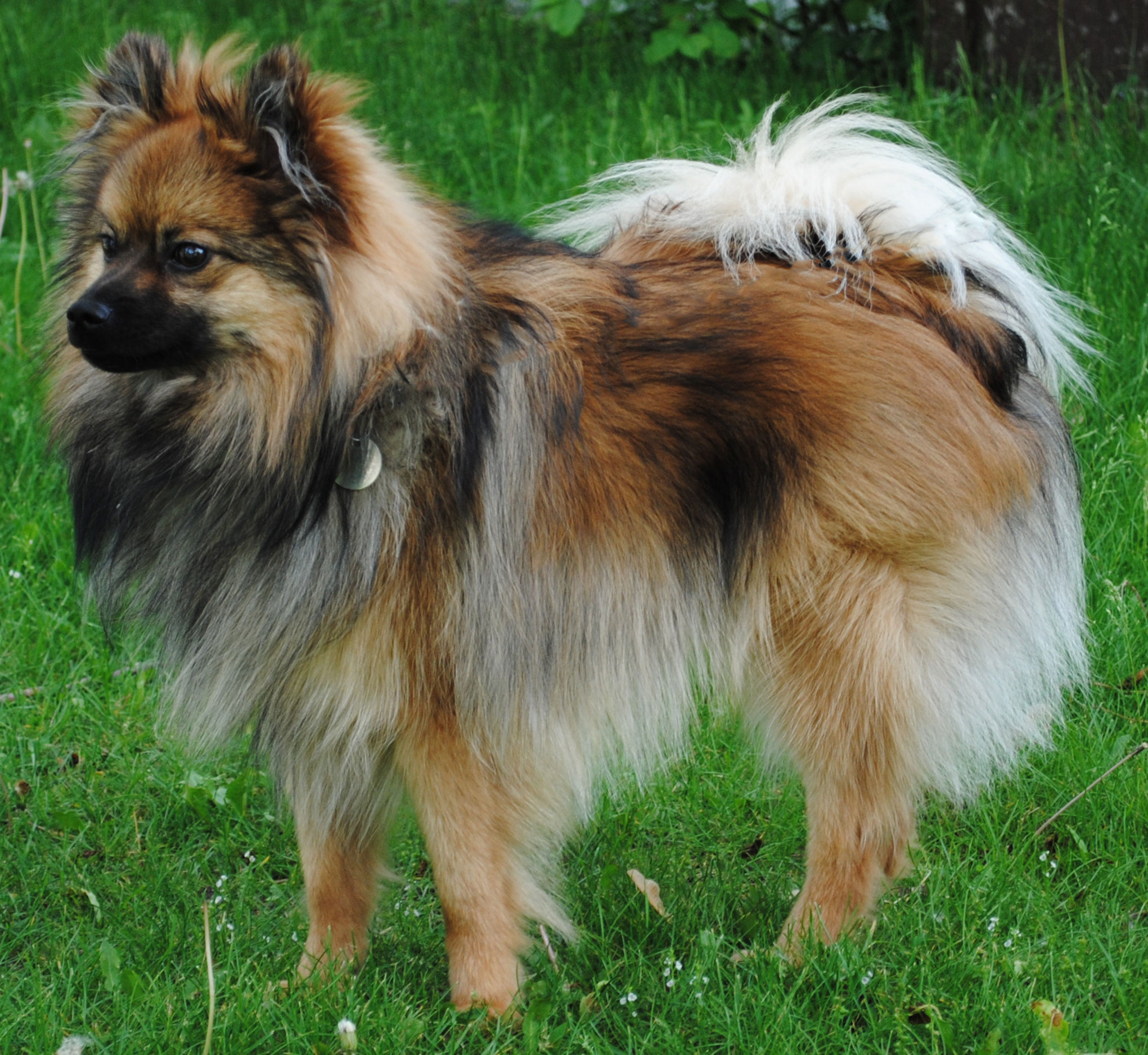
Spitz nain.

## Caractère
Le spitz allemand est décrit dans le standard FCI comme attentif, vif et attaché à son maître. Il n'est pas toujours facile à éduquer et quelquefois méfiant envers les inconnus, il est tout de même très amical. L'instinct de chasse est absent. Il n'est ni peureux ni agressif.
Tous les spitz se signalent par une certaine propension à l'aboiement ou au jappement à la moindre occasion.

## Soins
Le spitz allemand est un chien qui supporte facilement de rester seul et est donc adapté à la vie en appartement.